# Silvia Fregolent
Silvia Fregolent (Torino, 25 gennaio 1972) è una politica italiana.

## Biografia
Nata il 25 gennaio 1972, in una famiglia operaia, a Torino, dov'è cresciuta nel quartiere di Lingotto, si è laureata in giurisprudenza all'Università degli Studi di Torino e risiede a Porta Palazzo.
Successivamente è diventata avvocata, lavorando come consulente legale in un'azienda di informatica.
Dopo aver mancato l'elezione nel 2004 nelle liste dei Democratici di Sinistra, dal 2009 al 2014 è stata consigliera provinciale a Torino per il Partito Democratico nel collegio Torino-Lingotto.

### Elezione a deputata
Alle elezioni politiche del 2013 viene candidata alla Camera dei deputati, tra le liste del PD nella circoscrizione Piemonte 1 in nona posizione, venendo eletta deputata. Nella XVII legislatura della Repubblica è stata componente della 6ª Commissione Finanze, segretaria e vice-capogruppo del gruppo parlamentare del PD alla Camera.
È stata tra le organizzatrici parlamentari della 5ª edizione della Leopolda.
Alle elezioni politiche del 2018 viene ricandidata alla Camera, tra le liste del PD nel collegio plurinominale Piemonte 1 - 01, venendo rieletta deputata a Montecitorio.
A seguito della scissione nel PD da parte del gruppo dei parlamentari renziani, Fregolent aderisce nel settembre 2019 ad Italia Viva, partito fondato da Matteo Renzi di stampo liberale e centrista.
Il 27 aprile 2021 viene nominata dai presidenti d'Italia Viva Teresa Bellanova ed Ettore Rosato, assieme a Mauro Maria Marino, coordinatrice regionale in Piemonte del partito.

### Elezione a senatrice
Alle elezioni politiche anticipate del 25 settembre 2022 viene candidata al Senato della Repubblica, per la lista elettorale Azione - Italia Viva come capolista nel collegio plurinominale Emilia-Romagna - 01  in terza posizione nel collegio plurinominale Piemonte - 01, risultando eletta senatrice nel collegio Emilia-Romagna. Nella XIX legislatura è capogruppo di "Azione - Italia Viva - Renew Europe" nella 8ª Commissione Ambiente, transizione ecologica, energia, lavori pubblici, comunicazioni, innovazione tecnologica e componente della Giunta per il Regolamento, oltre a ricoprire l'incarico di segretaria nel gruppo parlamentare al Senato.